# Plastophora opilionidis
Plastophora opilionidis är en tvåvingeart som först beskrevs av Borgmeier 1931.  Plastophora opilionidis ingår i släktet Plastophora och familjen puckelflugor. Inga underarter finns listade i Catalogue of Life.